# Lovek
Lovek (Camboyano: លង្វែក; significado "encrucijada" o "intersección"; También escrito a veces Lauweck) fue la capital del antiguo imperio jemer entre los años 1432 y 1618. La ciudad estaba ubicada al sur del lago Tonle, cerca de la actual ciudad de Phnom Penh, en Camboya.
Lovek se convirtió en la capital en el año 1432, durante el reinado de Boromacha III, quien buscaba un lugar más protegido tras los sucesivos saqueos de la anterior capital Angkor, situada más al norte, y quizás buscando también una situación más favorable para el comercio marítimo.
Durante esta época varios exploradores occidentales visitaron la ciudad, motivo por el cual Camboya fue denominada Lovek por un tiempo. Entre los occidentales que recalaron en la ciudad se encuentran varios misioneros españoles y portugueses, destacando Blas Ruiz de Hernán González o Diogo Veloso.
En 1593 la ciudad de Lovek fue conquistada por los siameses, y en 1618 fue trasladada a la cercana ciudad de Udong (no obstante, esto pudo haberse producido bastante antes, pues según algunas fuentes, en 1576 la capital del reino fue nuevamente trasladada a Angkor durante el reinado del rey Satha).